# Roundnet
Roundnet (ook bekend als spikeball of trivolle) is een bal- en netsport waarbij twee teams van twee personen een bal pogen te kaatsen op een soort mini-trampoline. Het spel werd in 1989 bedacht door Jeff Knurek en beleefde een opleving in 2008 toen het Amerikaanse Spikeball Inc. het begon te promoten. Populariteit in Nederland en andere Europese landen ontstond geleidelijk aan vanaf 2016.

## Het spel

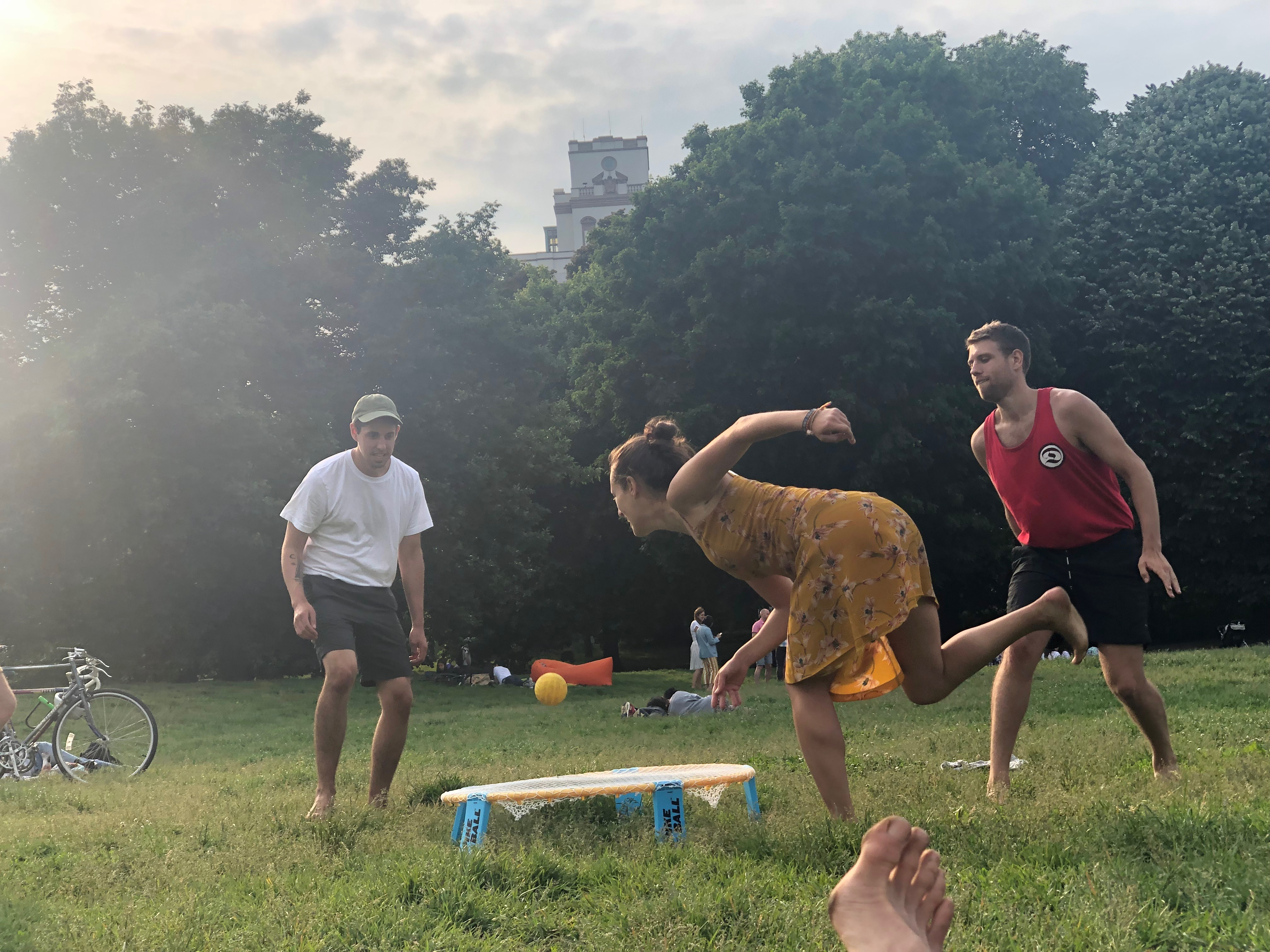
Amateurspel van roundnet zoals bijwijlen wordt gezien op het strand of in een park.

Roundnet kan worden gezien als een combinatie van volleybal-, badminton- en tennistechnieken. Het spel wordt gespeeld in twee teams van twee personen op een speelgrond naar eigen believen. De kleine bal wordt in het spel gebracht door een serveerder van het eerste team, die de bal in de lucht gooit en vervolgens met een lichaamsdeel (veelal de hand) slaat richting het trampolinenet. Als de bal in het trampolinenet belandt kaatst de bal terug het speelveld in, waarna het de bedoeling voor het tweede team is om de bal binnen drie aanrakingen wederom in het trampolinenet te krijgen. Spelers mogen elk lichaamsdeel gebruiken om de bal te raken, maar de bal niet twee keer achter elkaar aanraken. Indien de bal correct in het trampolinenet geraakt, stuitert de bal op en draait het balbezit waarna het serverende team hetzelfde binnen drie aanrakingen voor elkaar moet zien te krijgen. Het spel gaat zo heen-en-weer totdat de bal bij een van de teams de grond raakt of er een spelovertreding wordt gemaakt. Hiermee scoort het andere team een punt. Een spelronde eindigt over het algemeen zodra een van de teams 11, 15 of 21 punten heeft gescoord.

## Spelregels

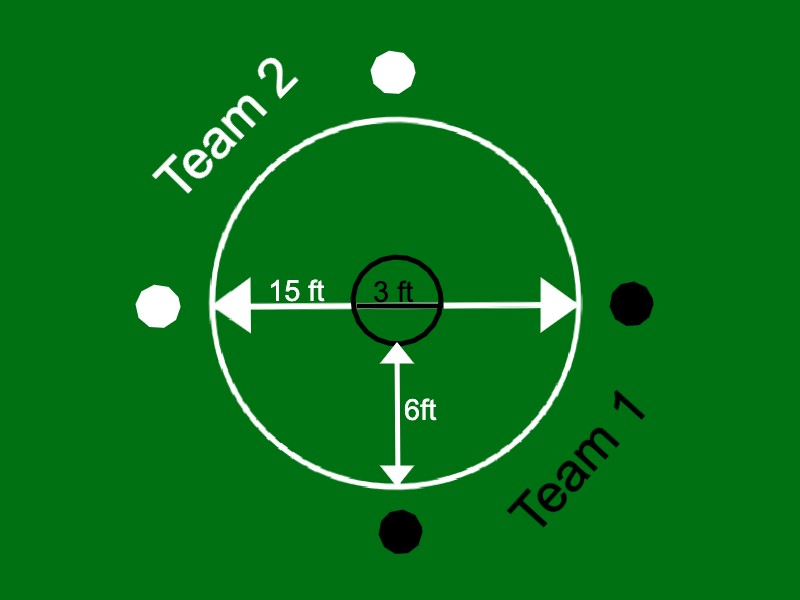
Het speelveld van een roundnet-spel. De zwarte middencirkel illustreert de mini-trampoline en de witte cirkel de serveerafstand.

### Serveren
Bij de opslag staan spelers in een vierkant rond het trampolinenet met elk een medespeler en een tegenstander naast zich. Elke speler is negentig graden verwijderd van de volgende speler. De speler die serveert moet met zijn gehele lichaam zes voet (ongeveer 183 centimeter) van het net afstaan. De serveerder staat dan recht tegenover een ontvangende speler van de tegenstander. Alleen deze tegenstander, die met een opgestoken hand staat, mag de service ontvangen en dichter dan zes voet van de rand van het trampolinenet staan. Om te serveren, moet de serveerder de bal minstens 10 centimeter opgooien om vervolgens de bal in het trampolinenet te slaan. De slag van de serveerder moet altijd een gentlemen's serve zijn, wat betekent dat de service niet met overmatige kracht mag worden geslagen. Bij een correcte service geraakt de bal na het raken van het trampolinenet niet hoger dan de opgestoken hand van de ontvanger. Als dit wel het geval is, is dit een foutieve opslag. Indien bij het serveren de bal een zogenaamde pocket raakt (het gebied van het net dat zich direct naast de rand bevindt), geldt dit ook als een foutieve opslag. Ook als de bal contact maakt met het net en vervolgens verder oprolt in de rand (een zogenaamde roll-up), maakt het serverende team een fout. Een roll-up en het raken van een pocket tijdens het vervolg van het punt, is wel legaal. Voor elk punt mag de serveerder tweemaal serveren om een legale opslag te voltooien. Als er twee fouten achter elkaar plaatsvinden, krijgt het ontvangende team het punt toegekend en mogen zij het volgende punt serveren. Wanneer het serverende team het punt wint, serveert zijn teamgenoot het volgende punt tegenover de andere ontvanger van de tegenstander.

### Balaanraking
Na de opslag kunnen spelers in elke richting bewegen of slaan. Elk deel van het lichaam kan worden gebruikt om de bal te raken. Als een speler de bal met een deel van het lichaam raakt (zelfs als dit niet de handen zijn), mag hij de bal geen tweede keer aanraken totdat zijn medespeler de bal aanraakt. Per balbezitbeurt mag een team maximaal drie keer de bal aanraken. De bal mag daarbij alleen kortstondig worden geraakt; hij kan niet worden opgetild, gevangen of geworpen. Spelers mogen slechts één hand gebruiken om de bal te raken; slagen met twee handen tegelijkertijd resulteren in een overtreding en een punt voor de tegenstander.

### Punten scoren
Een spelronde eindigt over het algemeen zodra een van de teams 11, 15 of 21 punten heeft gescoord. Zoals gebruikelijk bij vergelijkbare sporten als tennis en volleybal, kan een team alleen met twee punten verschil winnen. Een punt wordt gescoord indien:
- De bal de grond raakt.
- De bal tijdens balbezit niet binnen drie aanrakingen het trampolinenet raakt.
- De bal de rand van de trampoline raakt (behalve bij een roll-up).
- Er twee foutieve services op rij zijn geweest.
- De bal in het trampolinenet wordt geslagen en zonder verdere aanraking terugvalt op het trampolinenet of de -rand. Dit heet een double bounce.
- De bal duidelijk over het trampolinenet rolt in plaats van stuitert.
- Een speler de tegenspeler beduidend hindert.
- Een speler de bal niet kortstondig raakt (d.w.z. optillen, vangen, werpen, etc.)[3]